# Himyar
 (avril 2025).
Si vous disposez d'ouvrages ou d'articles de référence ou si vous connaissez des sites web de qualité traitant du thème abordé ici, merci de compléter l'article en donnant les références utiles à sa vérifiabilité et en les liant à la section « Notes et références ».
En pratique : Quelles sources sont attendues ? Comment ajouter mes sources ?
110 av. J.-C. – 525
Entités précédentes :
- Qataban
- Royaume de Saba (vers 275)
- Royaume d'Hadramaout (vers 275)

Entités suivantes :
- Royaume d'Aksoum
- Empire sassanide

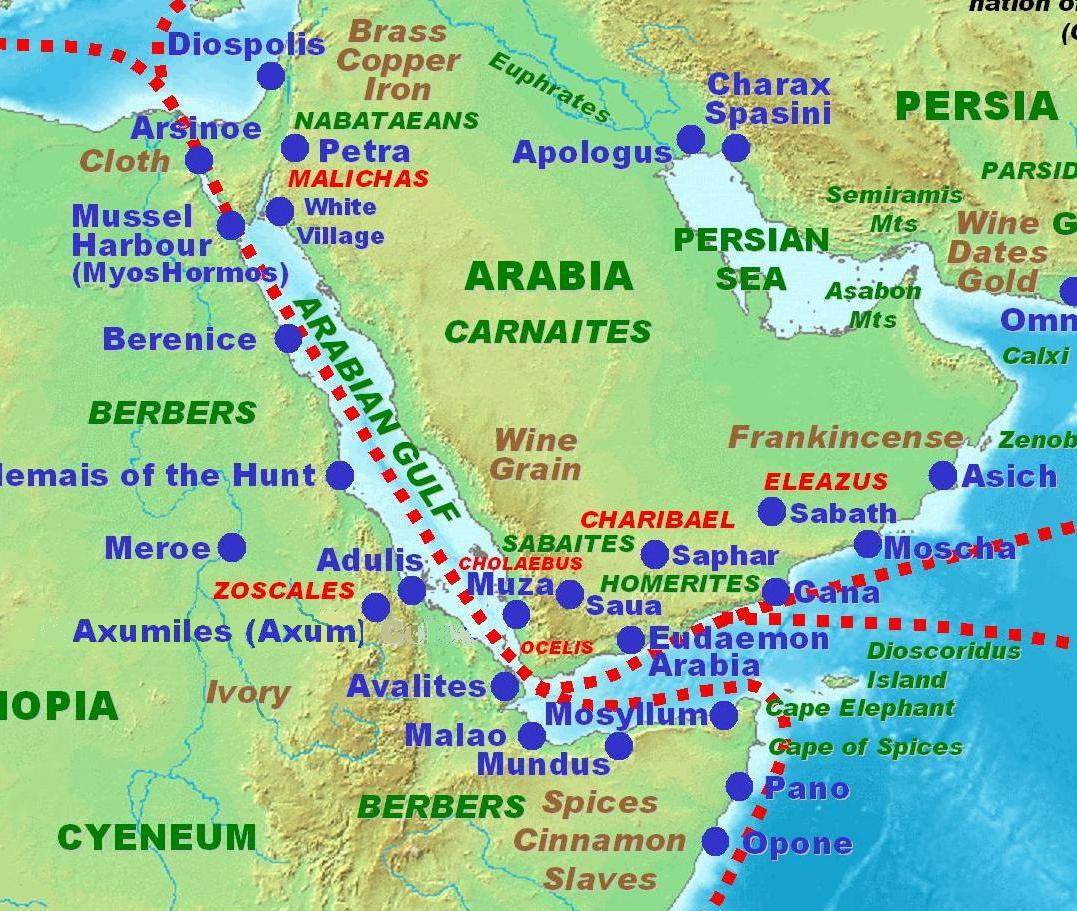
Principaux sites de la péninsule arabique vers 40 selon Le Périple de la mer Érythrée.

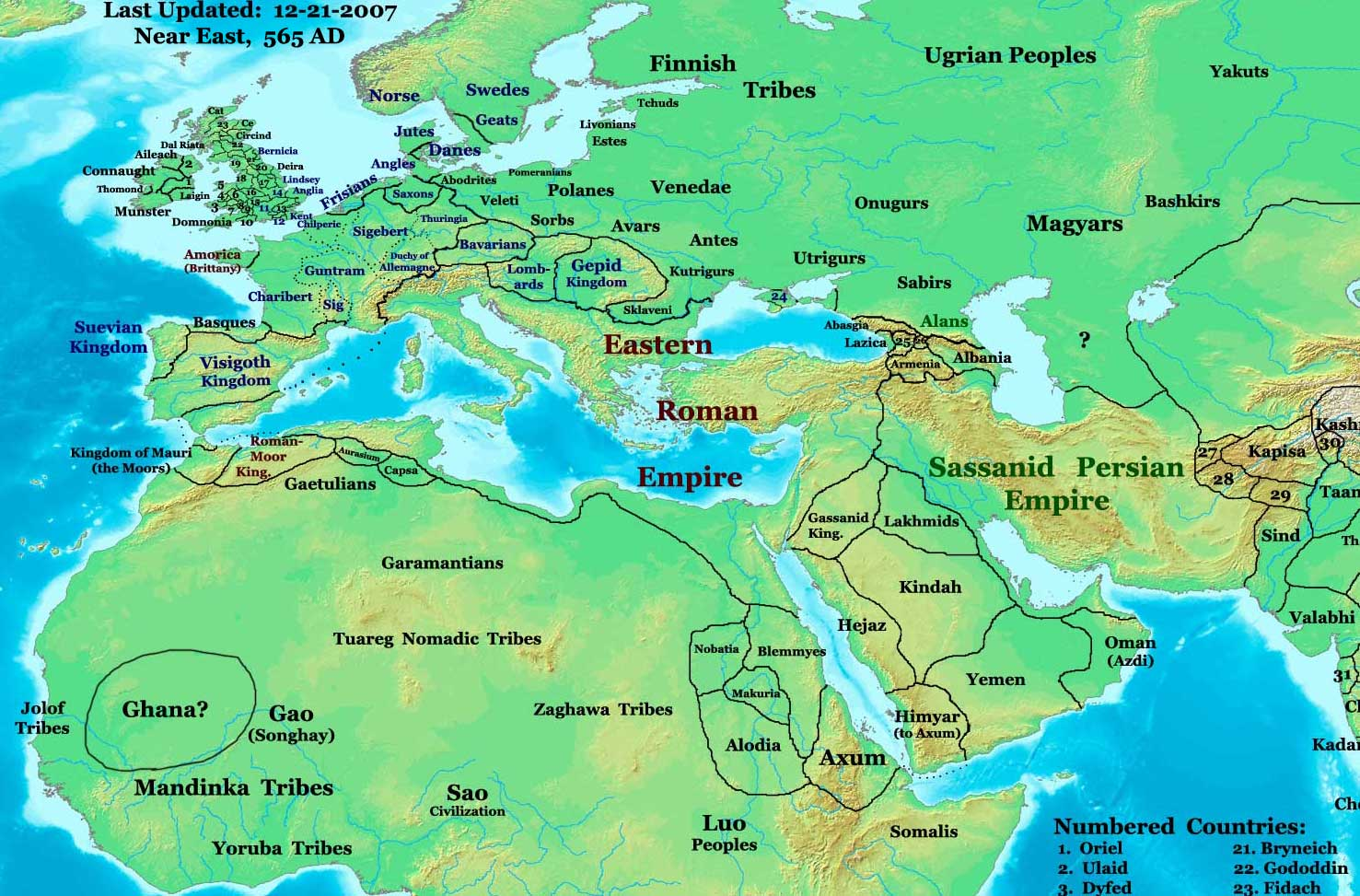
Proche-Orient vers 565.

Himyar est un royaume antique d'Arabie du Sud qui connut son apogée au début du Ier siècle en constituant un Empire qui contrôlait une grande partie de l'Arabie méridionale. Ses habitants sont appelés Himyarites ou parfois Homérites.

## Le royaume himyarite
Rival du royaume de Saba, de Qataban et d'Hadramaout, ce royaume est pour la première fois attesté au cours du IIe siècle av. J.-C. À l'époque, le petit royaume est sous la domination du puissant royaume de Qataban qui domine le Yémen entre -500 et -110. Or, le déclin progressif du Qataban pousse Himyar à faire sécession en -110, ce qui achève de décomposer l'empire de Qataban. Mieux, Himyar se place rapidement comme son successeur.
Pourtant, des troubles issus de la chute de Qataban ne permettent pas à Himyar de s'imposer. C'est Hadramaout qui en retire le bénéfice et fonde sa puissance sur le Yémen en imposant son hégémonie.
Face à sa volonté expansionniste rapide et puissante, Himyar prend la tête d'une union de petits royaumes afin de mieux résister à son emprise. Il s'allie ainsi avec le royaume de Zafâr. De plus, pour s'assurer de nouveaux débouchés commerciaux et contrôler les routes d'approvisionnement, Himyar se lance dans une politique de fondations de petites colonies en Érythrée vers 45, qui ne subsistent guère. Mais la puissance de son rival atteint son apogée en 175, lorsqu'il détruit Qataban définitivement.
Progressivement, Himyar se renforce : d'abord en écrasant le royaume de Saba et ses rêves expansionnistes en 280 sous le roi himyarite Yâsir Yuhan'm et son fils Shammir Yuharish qui annexent Saba. Ensuite, l'Hadramaout ne peut contrer l'offensive himyarite et s'effondre en 275. Le souverain himyarite, Shammir Yuharish, unifie la totalité de l'Arabie méridionale, formant ainsi l'Empire himyarite au début du IVe siècle.

## L'Empire himyarite
L'Empire himyarite inaugure la grande période faste du Yémen préislamique, notamment en raison de son étendue. Il domine le Yémen de 275 à 571, période entrecoupée d'invasion de l'Éthiopie et de guerres religieuses entre juifs et chrétiens.
Économiquement, il est certain que les échanges se poursuivent même s'il y a de sévères revers. En effet, au IVe siècle, le monnayage sudarabique cesse. Pire, le système d'agriculture irriguée pluriséculaire qui permettait d'arrêter la désertification croissante de la région tend à être moins bien entretenu : la première rupture de la digue de Marib eut lieu sous le règne de Tharan Yuhanim en 360 ; la seconde, en janvier 456 sous le règne de Sharahbi'îl Ya'far, fils d'Abîkarib As'ad. Mais les contacts diplomatiques et commerciaux avec Rome se multiplient, comme l'ambassade de 339-344 de Théophile envoyé par l'empereur romain.
Politiquement, l'Empire s'étend de 440 à 450 avec les expéditions d'Abîkarib As'ad, fils de Malkîkarib Yuhanim, et son fils Hassân Yuhanim qui étendent le pouvoir de Himyar sur l'Arabie centrale. Pour mieux assurer leur contrôle, ils y fondent une principauté confiée à Hujr, prince kindite.
La question religieuse montre combien le Yémen est alors le théâtre de multiples influences.
D'abord, en 380, Abîkarib As'ad et ses corégents se convertissent au judaïsme. Cette première révolution met un terme au polythéisme ancestral qui subsistera cependant chez les sédentaires ruraux, les grands temples sont non seulement abandonnés mais détruits.
Puis, peu à peu, se diffuse le christianisme qui est vu comme une secte et combattue comme telle. Ainsi, vers 470 eut lieu le martyre d'Azqir sous le règne de Sharahbi'îl Ya'far. Une lutte religieuse se développe entre chrétiens et juifs sous couvert d'une guerre civile. Dès 519, le roi d'Éthiopie Kaleb Ella Asbeha soutient activement le coup d'État du chrétien Madîkarib Yafur sur le trône. En juin 522, il est exécuté par le monarque juif Yusuf As'ar Yath'ar qui s'empresse d'asseoir son pouvoir en lançant une grande persécution des chrétiens, dont l'apogée se situe en novembre 523 avec le martyre de saint Aréthas à Najrân.
Le VIe siècle voit donc se développer des troubles religieux d'importances mais aussi un déclin politique de l'Empire. Déjà, dès 500, les sites de Nashan, Nashq et Manhiyat sont peu à peu abandonnés, signes d'un déclin manifeste. En 518 (ou 519) le chrétien Madîkarib Yafur est installé par les Abyssins. Il dut lancer une expédition punitive en Arabie centrale pour châtier la révolte en juin 521 du kindite juif Al-Hârith qui refusait de reconnaître son usurpation. En 522 le roi juif Yusuf As'ar Yath'ar accède au trône et massacre les chrétiens dans diverses régions en représailles à l'incendie d'une synagogue. Najrân refuse de se soumettre à lui, il s'en empare après un long siège en 523 et martyrise les chrétiens de la ville. Enfin, l'Empire demeure impuissant à contrer la grande invasion en 525 du Yémen par Kaleb roi d'Aksoum. Le roi Yusuf se suicide. Le royaume de Himyar entretient alors des relations diplomatiques tant avec Aksoum qu'avec l'Empire Byzantin puis avec les Sassanides.
Le christianisme s'implante ainsi par la force étrangère, malgré le fait que de nombreuses tribus arabes continuent de professer un judaîsme non rabbinique. On intronise le roi Sumûyafa Ashwa. Les troubles poussent ce dernier à fortifier dès 531 Qâni (Bir-Ali), mais il est renversé en 535 par le chef du corps expéditionnaire abyssin toujours présent, Abraha, qui transfère la capitale de Zafâr à Sanaa.
Le règne d'Abraha semble marquer une pause dans le long déclin de l'Empire très éprouvée par la guerre civile et religieuse. De nouveaux travaux d'ampleur sont mis en œuvre qui attestent du renouveau de l'Empire himyarite : le barrage de Marib est réparé en mars 549, puis un curage complet de la vieille digue est réalisé en 558.[réf. nécessaire]
L'occupation abyssine n'est cependant pas très acceptée. Ainsi, en 570, un prince juif yéménite, Sayf ibn Dhi Yazan, fait appel aux Perses pour chasser les Abyssins, ce qui se traduit par l'invasion par l'Empire sassanide du Yémen qui renverse le roi abyssin Masrûq. L'Empire himyarite aura vécu.

## Liste des rois d'Himyar
D'après la reconstitution établie par Kitchen en 1994 :
| Nom                               | Règne approximatif          | Remarques                                                                  |
| --------------------------------- | --------------------------- | -------------------------------------------------------------------------- |
| Mabhad                            | 115-100 av. J.-C.           | Fils d'Abhad, simple éponyme                                               |
| Sumhu'ali Dharih III.             | 20-5 av. J.-C.              | seulement connu comme père du suivant                                      |
| Dhamar'ali Watar Yuhan'im         | 5 av. J.-C. - 20 apr. J.-C. |                                                                            |
| Yada'il Watar II.                 | 20-25 apr. J.-C.            |                                                                            |
| Dhamar'ali Bayyin II.             | 25-45 apr. J.-C.            |                                                                            |
| Karib'il Watar Yuhan'im I.        | 45-60 apr. J.-C.            | Possiblement le roi Charibael mentionné dans le Périple de la mer Érythrée |
| Dhamar'ali Dharih                 | 70-80                       |                                                                            |
| Yuhaqam                           | 80-85                       |                                                                            |
| Karib'il Bayyin III.              | 85-90                       |                                                                            |
| Nascha'karib Yuha'min I.          | 90-100                      |                                                                            |
| Rabbschams Nimran                 | 100-110                     |                                                                            |
| Ilscharah Yahdab I.               | 110-125                     |                                                                            |
| Watar Yuha'min                    | 125-135                     |                                                                            |
| Sa'dschams 'Asra                  | 135-145                     |                                                                            |
| Yasir Yuhasdiq                    | 140-145                     |                                                                            |
| Dhama'ali Yuhabirr I.             | 145-160                     |                                                                            |
| Tha'ran I.                        | 160-170                     |                                                                            |
| ?                                 |                             |                                                                            |
| Tha'ran II. Ya'ub Yuhan'im        | 220-225                     |                                                                            |
| Li'azz Yuhanuf Yuhasdiq           | 225-230                     |                                                                            |
| Schammar Yuhahmid                 | 230-245                     |                                                                            |
| Karib'il Ayfa                     | 245-265                     |                                                                            |
| Yasir Yuhan'im I.                 | 275-285                     |                                                                            |
| Schammar Yuhar'isch               | 238-300                     | vainqueur de l'Hadramaout                                                  |
| Yasir Yuhan'im II.                | 300-310                     |                                                                            |
| Dhamar'ali Yuhabirr II.           | 310-315                     |                                                                            |
| Tha'ran Yuhan'im                  | 315-340                     |                                                                            |
| Malkikarib Yuha'min I.            | 340-345                     |                                                                            |
| Karib'il Watar Yuhan'im III.      | 345-360                     |                                                                            |
| (Hasan) Malkikarib Yu(ha)'min II. | 375-410                     |                                                                            |
| Dhara'mar Ayman II.               | 375-410                     | Corégent                                                                   |
| Asʿad dit Abou-Karib,             | Ve siècle                   | Premier roi juif, titré Tobbaʿ en arabe ou Tibbân en himyarite             |
| Rabiʿa, fils de Naçr              | Ve siècle                   | Lakhmide                                                                   |
| ʿHasan dit Tobbaʿ le Jeune        | Ve siècle                   | Fils ainé d'Asʿad                                                          |
| ʿAmrou                            | Ve siècle                   | Fils cadet d'Asʿad                                                         |
| ʿHanîfè, fils d'ʿAlim             | Ve siècle                   |                                                                            |
| Zorʿa dit Dsou-Nowâs              | Ve siècle-VIe siècle        | Titré Yousouf, il est vaincu par le roi d'Aksoum vers 525                  |
| Simyafa Aschwa                    | 525-536                     | marionnette d'Aksoum                                                       |
| Abraha                            | 536-570                     |                                                                            |

Liste des dynasties et rois de Himyar selon Christian Robin

### Rois païens à Himyar seulement (dynasties I à V)
-110-0 
Mabhûd b. Abhad (sans inscription)
-30-I :  
Shammar dhu Raydân
0-40-II :  

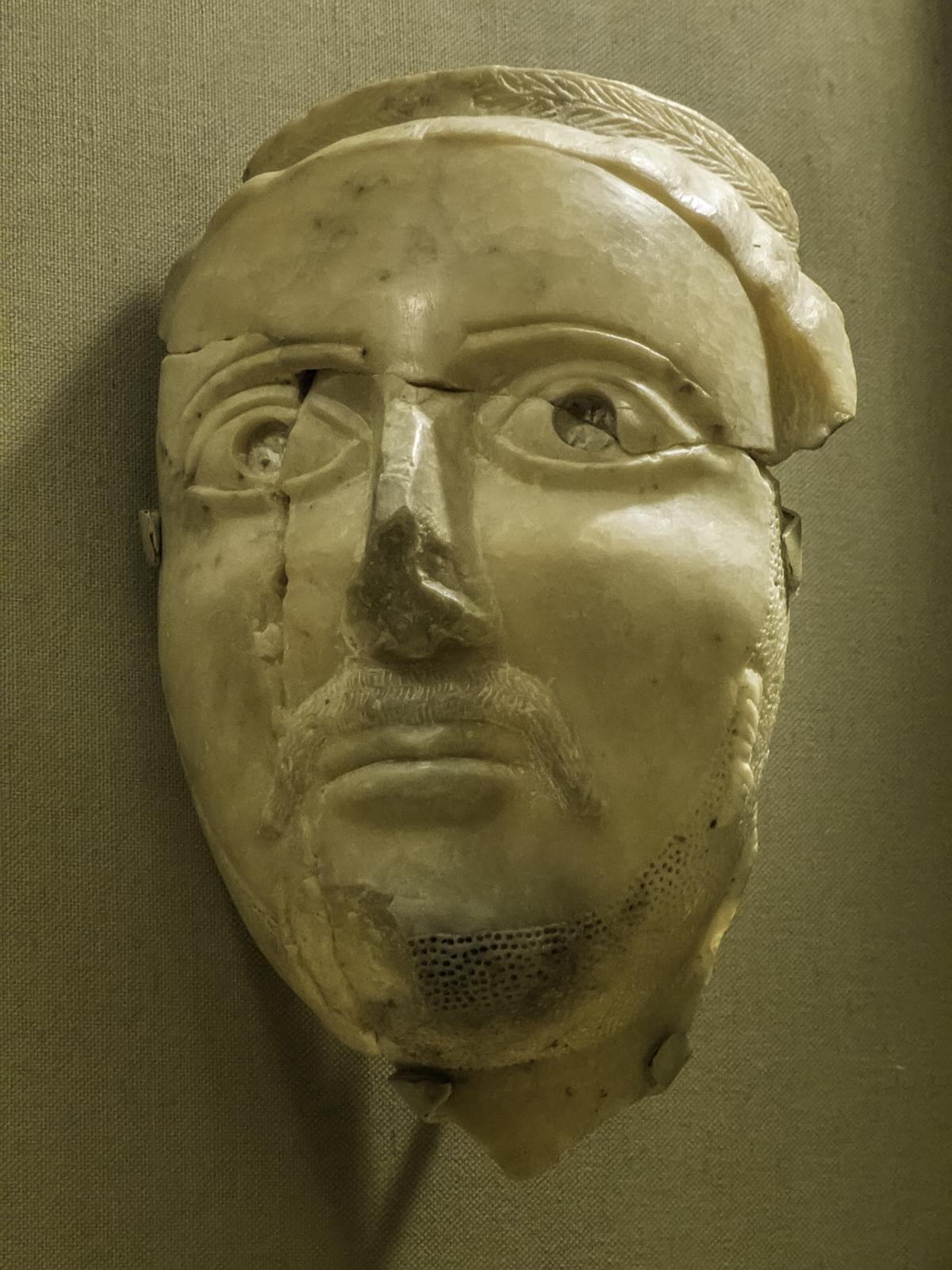
Tête en albâtre d'un homme du sud-ouest de l'Arabie, probablement un dirigeant juif d'Himyar au - s.

Dhamar ‘alî Watâr Yuhan‘im TC (b. Sumhû ‘alî Dharih)
40-70 : III :
Karibilides 
Karib-‘Îl Watâr Yuhan‘im Ier TC (b. Dhamar ‘alî Bayân) ;  Karib'îl Watâr Yuhan‘im ; Karib'îl Watâr
Yuhan‘im + Halak'amar son fils, sans titre
70-85 :  
Dhamar ‘alï Dharih TC (b. Karib'ïl Watâr Yuhan'im I )
85-100 :  
Karib'ïl Bayân TC (b. Dhamar ‘alï Dharih) ; Yuhaqïm, son fils, sans titre
- Roi de Saba’ : Nasha' Karib
Yuha'min
100-120-IV : 
‘Amdân (Bayân)
(YuhaqbiD) TC ; Wadd'ïl, son fils, sans titre

#### Vedynastie(Yâsirides) (120-220)
120-140 :
Yâsir Yuhaçdiq  
140-160 : 
Dhamar ‘alï Yuhabirr b. Yâsir Yuhaçdiq 
160-180 :
Tha'ràn Yuhan‘im b. Dhamar ‘alï 
180-200 :
Dhama]rali Yuhabirr b. Tha'ràn Yuhan‘im  
200-220 :
Tha'ràn (Ya‘ûb) Yuhan‘im b. Dhamar'alï Yuhabirr

### Rois païens de Himyar et Sabāʾ

#### VIedynastie (220-235)
Liʿazz/Laʿzīz Nawfān/Yuhanif Yuhaṣdiq

#### VIIedynastie (235-245)
Sammar Yuhaḥmid

#### VIIIedynastie(245-265)
Karib-ʾĪl Ayfaʿ

#### IXedynastie (265-312)
265-287 : 
Yāsir Yuhanʿim 
287-312 :
Šammar Yuharʿiš b. Yāsir Yuhanʿim 

#### Xedynastie (312-316)
Karib-ʾĪl/Watār Yuhanʿim

#### XIedynastie (316-321)
316 - 319 : Yāsir Yuhanʿim  
319-321 :
Taʾrān Ayfaʿ b. Yāsir Yuhanʿim 

#### XIIedynastie(Dhamarʿalides) (321-463)
321 - 324 :  
Ḏamar-ʿAlī Yuhabirr et son frère frère Ṯaʾrān Ayfaʿ   
324-375 : 
Yu(ha)nʿim b. Ḏamar-ʿAlī Yuhabirr

### Rois juifs de Himyar et Sabāʾ
375-400 :
Malkī-Karib Yuhaʾmin b. Ṯaʾrān Yu(ha)nʿim  
400-440 :
Abī-Karib Asʿad b. Malkī-Karib Yuhaʾmin et Ḏaraʾ-ʾAmar Ayman   
440-448 :  
Hassān Yu(ha)ʾmin b. Abī-Karib Asʿad 
449-463 : 
Šuriḥ-bi-ʾĪl Yaʿfur b. Abī-Karib Asʿad 

#### XIIIedynastie (Shuriḥbilides) (464-495)
465-485 : 
Šuriḥ-bi-ʾĪl Yakkuf   
485-495 : 
Marṯad-ʾIlān Yunʿim b. Laḥayʿat Yanūf b. Šuriḥ-bi-ʾĪl Yakkuf

### Domination aksūmite

#### XIVedynastie (500-515) (Pro-Aksūm)
Marṯad-ʾIlān Yanūf

#### XVedynastie (519-522)
Maʿdī-Karib Yaʿfur

### Révolution Juive

#### XVIedynastie (522-530)
Yūsuf Asʾar Yaṯʾar « roi de tous les peuples »

### Reconquête d’Aksūm

#### XVIIedynastie (530-535)
Sumuyafaʿ Ašwaʿ

#### XVIIIedynastie (535-565)
Abraha

## Non attestés en épigraphie
565-568 :  
« Aksûm », sans attestation
568-570 : 
« Masrûq », sans attestation